# ブルーマウンテン (お笑いコンビ)
ブルーマウンテンは、かつてSMA NEET Projectに所属していたお笑いコンビ。

## メンバー
解散時のメンバー
- マル（1977年5月21日 - ）身長177cm。大分県佐伯市出身。本名、丸山雄一郎。
- ジョンコリンズ（1975年7月4日 - ）身長163cm。近畿出身。

過去のメンバー
- ヤス（1975年2月9日 - ）奈良県出身。2008年脱退（芸人を廃業）。

## 略歴
2005年
トリオ結成。
2008年
ヤスが脱退。
2011年
解散。

## エピソード
- ジョンコリンズは伊集院光から「2年間髪を切らなければ売れる」と言われ、本当に実行し本人に大爆笑される。
- ジョンコリンズはインパクトのある容姿で伊集院光から「顔」と呼ばれるたびにアンニュイな表情を浮かべていた。
- ジョンコリンズは生活費を切り詰めて車に使っている。

## 出演

### バラエティ
月刊イジューイン

### ラジオ
日曜日の秘密基地